# Swoon (Silversun Pickups)
Swoon è il secondo album discografico in studio del gruppo musicale rock statunitense Silversun Pickups, pubblicato nel 2009.

## Tracce
1. There's No Secrets This Year – 5:33
2. The Royal We – 4:47
3. Growing Old Is Getting Old – 5:54
4. It's Nice to Know You Work Alone – 4:45
5. Panic Switch – 5:44
6. Draining – 4:55
7. Sort Of – 5:28
8. Substitution – 4:41
9. Catch and Release – 4:40
10. Surrounded (or Spiraling) – 4:45

## Formazione
- Brian Aubert - chitarra, voce
- Nikki Monninger - basso, cori
- Christopher Guanlao - batteria
- Joe Lester - tastiere